# Adam Pine
Adam Robert Pine OAM (* 28. Februar 1976 in Lismore, New South Wales) ist ein ehemaliger australischer Schwimmer. Er gewann bei Olympischen Spielen eine Goldmedaille und zwei Silbermedaillen. Bei Weltmeisterschaften auf der 50-Meter-Bahn erhielt er zwei Goldmedaillen und eine Silbermedaille, auf der 25-Meter-Bahn waren es zwei Gold- und vier Silbermedaillen. Bei Commonwealth Games erschwamm er zweimal Gold, einmal Silber und zweimal Bronze.

## Leben
Der 1,83 Meter große Adam Pine startete für den Yeronga Park Swimming Club in Brisbane und für den Ginninderra Swimming Club. Während seines Studiums an der University of Nebraska-Lincoln schwamm er für deren Sportteam.

### Die Jahre bis zur ersten Olympiateilnahme 2000
Bei den Pan Pacific Swimming Championships 1993 in Kōbe wurde Pine Zwölfter über 100 Meter Schmetterling. Im Jahr darauf wurde er über die gleiche Distanz Dritter bei den Commonwealth Games 1994 im kanadischen Victoria. Es gewann sein Landsmann Scott Miller vor dem Kanadier Stephen Clarke. Bei den Weltmeisterschaften in Rom erreichte Pine mit der 4-mal-100-Meter-Lagenstaffel in der Besetzung Steven Dewick, Philip Rogers, Adam Pine und Chris Fydler den fünften Platz. 1995 bei den Pan Pacific Swimming Championships in Atlanta wurde Pine über 100 Meter Schmetterling Dritter hinter Scott Miller sowie Mark Henderson aus den Vereinigten Staaten. In den nächsten Jahren war Pine studienbedingt international kaum zu sehen.
1998 bei den Weltmeisterschaften in Perth schlug die australische 4-mal-100-Meter-Freistilstaffel mit Michael Klim, Adam Pine, Richard Upton und Chris Fydler als Zweite an mit 0,28 Sekunden Rückstand auf die Staffel aus den Vereinigten Staaten. Im Vorlauf waren für Australien Anthony Rogis, Nathan Rickard, Upton und Pine geschwommen. Alle sechs beteiligten Australier erhielten eine Silbermedaille. Bei den Commonwealth Games 1998 in Kuala Lumpur gab es über 100 Meter Schmetterling einen Dreifachsieg für die Australier. Es gewann Geoff Huegill vor Adam Pine und Michael Klim. 1999 startete Pine bei der Universiade in Palma de Mallorca. Er gewann über 100 Meter Schmetterling und mit der 4-mal-100-Meter-Freistilstaffel. Über 100 Meter Freistil und mit der Lagenstaffel wurde er Vierter.
Ein Jahr später bei den Olympischen Spielen 2000 in Sydney qualifizierte sich die 4-mal-100-Meter-Freistilstaffel mit Chris Fydler, Todd Pearson, Adam Pine und Ashley Callus mit der zweitschnellsten Zeit für das Finale. Im Endlauf schwammen Michael Klim, Chris Fydler, Ashley Callus und Ian Thorpe 3,7 Sekunden schneller als in der Qualifikation und gewannen mit 0,19 Sekunden vor dem Team aus den Vereinigten Staaten. Alle sechs beteiligten Schwimmer wurden mit einer Goldmedaille geehrt. Die 4-mal-100-Meter-Lagenstaffel schwamm in der Besetzung Joshua Watson, Ryan Mitchell, Adam Pine und Ian Thorpe die viertschnellste Vorlaufzeit. Im Finale waren Matt Welsh, Regan Harrison, Geoff Huegill und Michael Klim vier Sekunden schneller als die Vorlaufstaffel und belegten den zweiten Platz hinter dem Quartett aus den Vereinigten Staaten. Alle acht beteiligten australischen Schwimmer erhielten eine Silbermedaille.

### Die Jahre bis zur zweiten Olympiateilnahme 2004
2001 bei den Weltmeisterschaften in Fukuoka gewann die australische 4-mal-100-Meter-Freistilsatffel Gold in der Besetzung Michael Klim, Ashley Callus, Todd Pearson und Ian Thorpe, die im Vorlauf eingesetzten Adam Pine und David Jenkins erhielten ebenfalls Gold. Die australische Lagenstaffel erreichte mit Joshua Watson, Philip Rogers, Adam Pine und Ashley Callus die zweitschnellste Vorlaufzeit. Im Finale siegten Matt Welsh, Regan Harrison, Geoff Huegill und Ian Thorpe mit fast einer Sekunde Vorsprung und waren dabei fast dreieinhalb Sekunden schneller als die Vorlaufstaffel. Allen acht beteiligten australischen Staffelteilnehmern wurde bei der Siegerehrung eine Goldmedaille überreicht.
Im April 2002 bei den Kurzbahnweltmeisterschaften in Moskau wurde die australische 4-mal-100-Meter-Freistilstaffel Vierte mit 0,14 Sekunden Rückstand auf die russischen Gewinner der Bronzemedaille. Über 50 Meter und über 100 Meter Schmetterling erschwamm Adam Pine jeweils Silber hinter Geoff Huegill. In der Lagenstaffel siegte das Team aus den Vereinigten Staaten mit 0,35 Sekunden Vorsprung vor der australischen Staffel mit Huegill, Jim Piper, Pine und Ashley Callus. Drei Monate später bei den Commonwealth Games in Manchester belegte Pine über 100 Meter Schmetterling den dritten Platz hinter Geoff Huegill und dem Kanadier Mike Mintenko. In der 4-mal-100-Meter-Freistilstaffel erhielt Pine eine Goldmedaille für seinen Einsatz im Vorlauf. Ende August bei den Pan Pacific Swimming Championships in Yokohama wurde Pine Fünfter über 100 Meter Schmetterling. 2003 bei den Weltmeisterschaften in Barcelona wurde die australische 4-mal-100-Meter-Freistilstaffel Vierte, wobei Pine sowohl im Vorlauf als auch im Endlauf eingesetzt wurde. Über 100 Meter Schmetterling schied Pine im Halbfinale aus. Mit der Lagenstaffel wurde Pine im Vorlauf disqualifiziert. Im Jahr darauf bei den  Olympischen Spielen in Athen schwamm Pine im Vorlauf über 100 Meter Schmetterling die 20. Zeit. Die Lagenstaffel mit Matt Welsh, Jim Piper, Adam Pine und Michael Klim verfehlte mit der neunten Vorlaufzeit den Finaleinzug um 0,29 Sekunden.

### Die Jahre bis zur dritten Olympiateilnahme 2008 und das Karriereende 2009
Bei den Commonwealth Games 2006 in Melbourne wurde Pine Fünfter über 100 Meter Schmetterling. In der Lagenstaffel wurde Pine im Vorlauf eingesetzt. Da die Staffel für das Finale komplett neu besetzt wurde, erhielten bei der Siegerehrung außer Pine auch Andrew Lauterstein, Brenton Rickard, Christian Sprenger, Eamon Sullivan, Kenrick Monk, Matt Welsh und Michael Klim eine Goldmedaille. Zwei Wochen später bei den Kurzbahnweltmeisterschaften in Shanghai wurde Pine Siebter mit der 4-mal-100-Meter-Freistilstaffel und über 50 Meter sowie über 100 Meter Schmetterling jeweils Fünfter. Die Lagenstaffel mit Matt Welsh, Brenton Rickard, Adam Pine und Ashley Callus gewann die Goldmedaille mit 0,29 Sekunden Vorsprung vor der US-Staffel. 2007 schied Pine bei den Weltmeisterschaften in Melbourne sowohl über 50 Meter Schmetterling als auch auf der doppelt so langen Strecke im Vorlauf aus.
2008 bei den Kurzbahnweltmeisterschaften in Manchester siegte Adam Pine über 50 Meter Schmetterling. Über 100 Meter Schmetterling wurde er Zweiter hinter dem Slowenen Peter Mankoč. Die australische Lagenstaffel mit Ashley Delaney, Craig Calder, Adam Pine und Kenrick Monk wurde Vierte mit 0,36 Sekunden Rückstand auf die drittplatzierten Neuseeländer. Bei den Olympischen Spielen in Peking verfehlte Pine als 17. der Vorläufe über 100 Meter Schmetterling das Halbfinale um 0,02 Sekunden. In der Lagenstaffel schwammen im Vorlauf Ashley Delaney, Christian Sprenger, Adam Pine und Matt Targett die zweitschnellste Zeit. Im Endlauf waren Hayden Stoeckel, Brenton Rickard, Andrew Lauterstein und Eamon Sullivan fast drei Sekunden schneller und wurden Zweite hinter der Staffel aus den Vereinigten Staaten. Die acht beteiligten Australier erhielten eine Silbermedaille, wobei nur Pine sowohl 2000 als auch 2008 zur zweitplatzierten Lagenstaffel gehörte. 2009 nahm Pine an den Weltmeisterschaften in Rom teil, schied aber als 21. im Vorlauf aus.

### Nach der Laufbahn als Aktiver
Adam Pine ist beim australischen Schwimmverband tätig und dort insbesondere für das Paralympics-Team zuständig. Er ist auch bei Invictus Australia aktiv, dem Verband für die Kriegsversehrten. Daneben hat er die Physical Activity Foundation gegründet.